# The Soundhouse Tapes
The Soundhouse Tapes is de eerste single (eigen beheer) van de Britse heavymetalband Iron Maiden. Op 31 december 1978 nam de band haar eerste demo op, getiteld Spaceward, met hierop 4 nummers, te weten 'Prowler', 'Invasion', 'Iron Maiden' en 'Strange World'. De eerstgenoemde 3 nummers werden op 9 november 1979 in eigen beheer uitgebracht op vinyl (7 inchformaat) onder de titel The Soundhouse Tapes. De single verkocht zo goed (ruim 5000 exemplaren in één week tijd), dat de band een platencontract voor 5 albums aangeboden kreeg van EMI Records. De titel The Soundhouse Tapes verwijst naar de The Soundhouse club, de heavymetaldisco van NWOBHM-pionier Neal Kay, waar de band in zijn beginperiode veelvuldig optrad.
The Soundhouse Tapes-single is een verzamelobject onder Iron Maiden-fans. Een origineel is onbetaalbaar. Het is, na de wereldwijde doorbraak van de band, vele malen illegaal door derden als bootleg geperst en de volledige oorspronkelijke opnamen van 4 nummers werden in 1996 officieel heruitgebracht op de vinylversie van het verzamelalbum Best of the Beast.

## Nummers op de single uit 1979
1. "Iron Maiden" – 4:01
2. "Invasion" – 3:07
3. "Prowler" – 4:20

## Bandleden
- Paul Di'Anno - zang
- Dave Murray - gitaar
- Steve Harris - basgitaar
- Doug Sampson - drums